# Q-Flex
Q-Flex je razred tankerjev za utekočinjen zemeljski plin (UZP) tipa membrana.

## Specifikacije
- Dolžina: 297,5 m
- Širina: 45,75
- Ugrez: 10,95
- Gros tonaža: 112200 ton
- Kapaciteta: 216000 m3, zemeljskega plina ohlajenega na -163 stopinj Celzija
- Hitrost: 19,5 vozla
- Pogon: 2x dizelska motorja
- Število zgrajenih ladij: 16
- Skupno število ladij 31